# Bernhard Piesk
Bernhard Piesk (* 3. November 1978 in München) ist ein deutscher Schauspieler und Musiker. Seinen Durchbruch hatte er 2000 als Anwaltssohn Florian Borkmann in der ARD-Serie Bei aller Liebe. Weitere Bekanntheit erlangte er durch seine durchgehende Rolle des Ole Brunner in der ZDF-Telenovela  Tessa – Leben für die Liebe. Seit 1999 stand Piesk in über 60 Film- und Fernsehproduktionen vor der Kamera. Als Musiker veröffentlichte er ab 2004 fünf Soloalben.

## Leben

### Film und Fernsehen
1999 gab Piesk an der Seite von Uwe Ochsenknecht und Aglaia Szyszkowitz unter der Regie von Wilhelm Engelhardt in dem Fernsehthriller Bodyguard – Dein Leben in meiner Hand sein Filmdebüt in der Rolle des jungen Harry. 2000 gelang ihm der Durchbruch als Fernsehschauspieler in der Rolle des Anwaltsohns Florian Borkmann in der ARD-Serie Bei aller Liebe mit Walter Plathe als Serienvater. Daraufhin erhielt er Gastrollen in verschiedenen Fernsehserien- und reihen, wie etwa Mit Herz und Handschellen, Die Rettungsflieger, Die Rosenheim-Cops und Tatort. 2005 übernahm Piesk die durchgehende Rolle des Ole Brunner in der ZDF-Telenovela  Tessa – Leben für die Liebe, die ihm zu weiterer Bekanntheit verhalf. Uwe Janson besetzte ihn in der Bertolt-Brecht-Verfilmung Baal (2004) neben Matthias Schweighöfer als Bernie und an der Seite von Robert Stadlober in der Henrik-Ibsen-Verfilmung Peer Gynt (2006) in der Rolle des Aslak. Von 2007 bis 2012 gehörte er neben Charlotte Schwab und Lisa Martinek in der ZDF-Krimireihe Das Duo als Kriminalassistent Frank Düblin zur Stammbesetzung. Eine weitere durchgehende Serienhauptrolle im ZDF übernahm er ab 2010 in der achtteiligen Fernsehreihe Lotta als Sebastian „Basti“ Brinkhammer, dem  Bruder der von Josefine Preuß gespielten Protagonistin. 2014 hatte er die Titelrolle in der sechsteiligen RTL-Serie Der Knastarzt inne und war in der weihnachtlichen Tragikomödie Alle unter eine Tanne in der Rolle des homosexuellen Tobias zu sehen, der seiner Familie vorgibt, studierter Musiker zu sein, seinen Lebensunterhalt jedoch in Wahrheit als Komponist von Werbejingles verdient. In dem im Januar 2018 auf dem Filmfestival Max Ophüls Preis uraufgeführten Mystery-Thriller Jenseits des Spiegels war er in der männlichen Hauptrolle des Felix zu sehen. Seit 2022 spielt er in der ARD-Fernsehreihe Praxis mit Meerblick den Architekten Max Jensen und Lebensgefährten der von Tanja Wedhorn dargestellten Protagonistin Nora Kaminski.

### Musik
Piesk betätigt sich auch als Musiker. Er besuchte ein musisches Gymnasium und nahm bereits frühzeitig Klavier- und Cellounterricht. Er singt, spielt Cello, Gitarre und Klavier und komponiert eigene Stücke. 2001 gründete er mit einem Musikerkollegen die Indie-Popband Faint Canvas. Seit der Trennung der Band im Jahr 2003 veröffentlicht er seine Musik unter dem Pseudonym pieska. 2004 erschien sein Solo-Debütalbum Naaff. 2007 folgte mit  Pimpiki sein zweites Studioalbum. 2011 kam mit Euphoria sein drittes Album heraus. 2015 und 2020 folgten die Studioalben Alive und Erdbeben.

### Privates
Bernhard Piesk stammt aus einer Künstlerfamilie. Er ist der Sohn eines Musikers und einer Malerin. Nach dem Abitur im Jahr 1997 absolvierte Piesk beim Schauspiel München seine Schauspielausbildung. Er ist Mitglied beim Bundesverband Schauspiel und lebt in Berlin.

## Filmografie

### Spielfilme
- 1999: Bodyguard – Dein Leben in meiner Hand
- 2004: Baal
- 2004: Zygose (Kurzfilm)
- 2005: Ein Koala-Bär allein zu Haus
- 2006: Peer Gynt
- 2008: Grenze (Kurzfilm)
- 2009: Was glücklich macht
- 2010: Die Posthalter-Christl
- 2010: Deckname Annett – Im Netz der Stasi
- 2014: Die Staatsaffäre
- 2014: Alle unter eine Tanne
- 2015: Heiraten ist nichts für Feiglinge
- 2016: Gefangen im Paradies
- 2018: Jenseits des Spiegels
- 2018: Endlich Gardasee!
- 2022: Oskar, das Schlitzohr und Fanny Supergirl
- 2023: Retribution

### Fernsehserien und -reihen
- 2000: Bei aller Liebe (52 Folgen)
- 2002: Mit Herz und Handschellen (Folge Auge um Auge)
- 2005: Die Rettungsflieger (Folge Fahrerflucht)
- 2005: Die Rosenheim-Cops (Folge Der Kaiser ist tot)
- 2005: Tatort: Leiden wie ein Tier
- 2005: Tatort: Im Alleingang
- 2005–2006: Tessa – Leben für die Liebe (72 Folgen)
- 2007–2012: Das Duo (11 Folgen)
- 2007: Alarm für Cobra 11 – Die Autobahnpolizei (Folge Entführt)
- 2008: Küstenwache (Folge Im Todesgriff)
- 2008: Notruf Hafenkante (Folge Nichts als die Wahrheit)
- 2009: Rosamunde Pilcher: Entscheidung des Herzens
- 2010–2019: Lotta (8 Folgen)
  - 2010: Lotta & die alten Eisen, Folge 1
  - 2012: Lotta & die großen Erwartungen, Folge 2
  - 2013: Lotta & die frohe Zukunft, Folge 3
  - 2015: Lotta & das ewige Warum, Folge 4
  - 2016: Lotta & der dicke Brocken, Folge 5
  - 2017: Lotta & der Ernst des Lebens, Folge 6
  - 2019: Lotta & der schöne Schein, Folge 7
  - 2019: Lotta & der Mittelpunkt der Welt, Folge 8
- 2010: Weissensee (6 Folgen)
- 2011: Toni Costa – Kommissar auf Ibiza: Der rote Regen
- 2011: Heiter bis tödlich: Nordisch herb (Folge Wem die Stunde schlägt)
- 2012: Der Staatsanwalt (Folge Schlangengrube)
- 2012: Der Alte (Folge Die Stunde des Jägers)
- 2012: München 7 (Folge Wachtmeister Abdul)
- 2012: Liebe, Babys und ein großes Herz (Folge Liebe, Babys und gestohlenes Glück)
- 2012: In aller Freundschaft (Folge Hoffnungsschimmer)
- 2012: Johanna und der Buschpilot – Der Weg nach Afrika
- 2012: Johanna und der Buschpilot – Die Legende der Kraniche
- 2012: Inga Lindström: Die Sache mit der Liebe
- 2012: Der Bergdoktor (2 Folgen)
- 2014: Die Familiendetektivin (Folge Der Ruf)
- 2014: Der Knastarzt (6 Folgen)
- 2014: Danni Lowinski (Folge Mutterfreuden)
- 2017: Chaos-Queens (Folge Für jede Lösung ein Problem)
- 2017–2020: Über die Grenze (4 Folgen)
  - 2017: Alles auf eine Karte, Folge 1
  - 2017: Gesetzlos, Folge 2
  - 2020: Racheengel, Folge 3
  - 2020: Rausch der Sterne, Folge 4
- 2018: Lena Lorenz: Babyglück hoch drei
- 2018: Milk & Honey (4 Folgen)
- 2019: Katie Fforde: Wachgeküsst
- 2019: Dennstein & Schwarz – Pro bono, was sonst!
- 2019: Jenny – echt gerecht (Folge Hochzeit mit Hindernissen)
- 2019: 23 Morde – Bereit für die Wahrheit? (6 Folgen)
- seit 2022: Praxis mit Meerblick
  - 2022: Mutter und Sohn, Folge 13
  - 2022: Was wirklich zählt, Folge 14
  - 2022: Schwesterherz, Folge 15
  - 2023: Rügener Sturköpfe, Folge 16
  - 2023: Dornröschen, Folge 17
  - 2023: Schwindel, Folge 18
  - 2024: Kleine Wunder, Folge 19
  - 2024: Die Kämpferin, Folge 20
  - 2024: Schiffbruch, Folge 21
  - 2024: Geheimnisse, Folge 22
  - 2025: Volle Kraft voraus, Folge 23
  - 2025: Verlobung mit Hindernissen, Folge 24
  - 2025: Neun Leben, Folge 25
  - 2025: Romeo & Julia, Folge 26
- 2022: Der Kroatien-Krimi: Vor Mitternacht
- 2022: Doktor Ballouz (Folge Erinnerungen)
- 2023: SOKO Leipzig (Folge Keine Rettung)

## Diskografie

### Alben
- 2004: Naaff
- 2007: Pimpiki
- 2011: Euphoria
- 2015: Alive
- 2020: Erdbeben